# Prytaneion von Ephesos

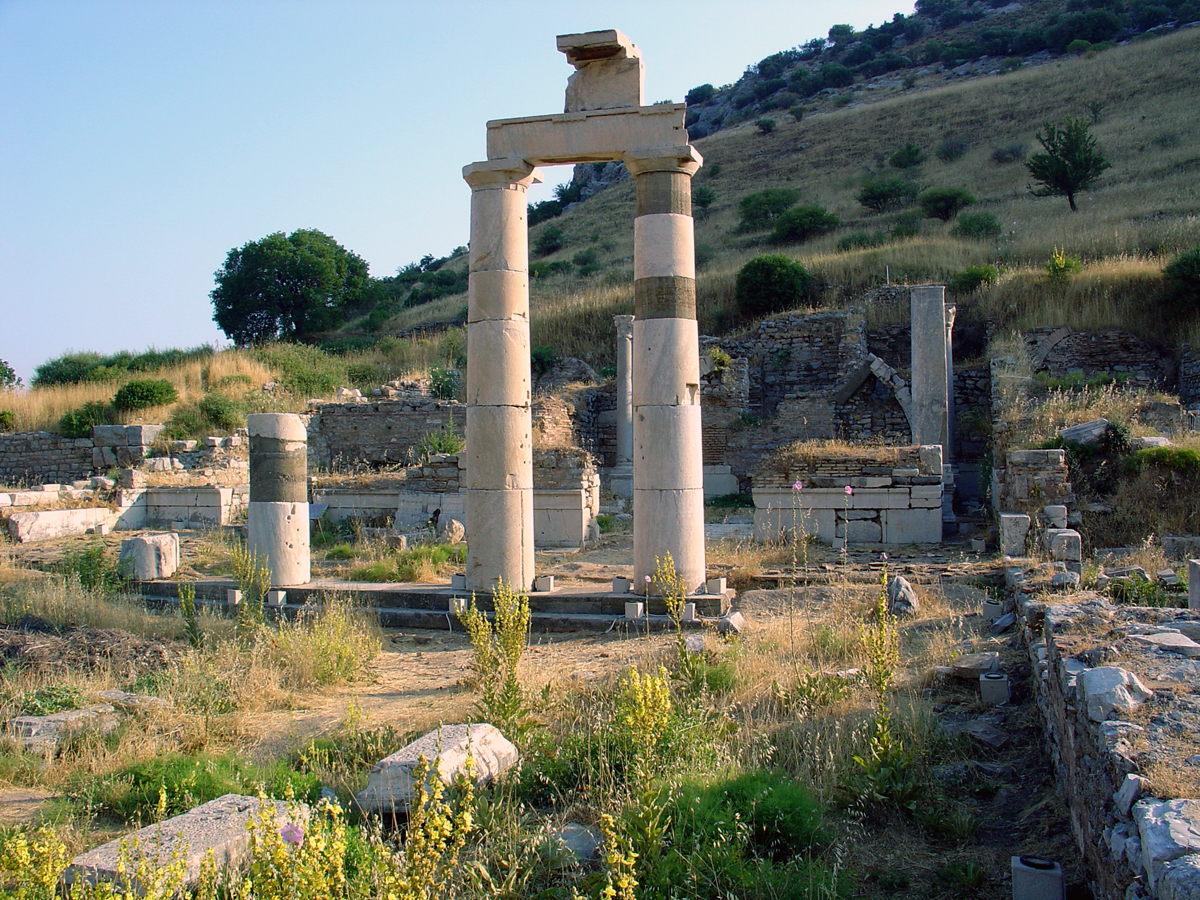
Das Prytaneion von Ephesos

Das Prytaneion von Ephesos. Blick in den Hauptraum

Das Prytaneion von Ephesos war ein zentrales städtisches Amts- und Kultgebäude des antiken Ephesos in der heutigen Türkei.
Das Prytaneion wurde im Zuge der Ausgrabungen von Franz Miltner im Jahr 1955 entdeckt und nach abschließenden Untersuchungen im Jahr 1956 durch den Ausgräber als Prytaneion identifiziert. Neben dieser heute weitgehend akzeptierten Identifizierung des Komplexes als Amtssitz der Prytanen und zentrales städtisches Kultgebäude konnte Miltner mehrere Bauphasen unterscheiden: die Errichtung des Gebäudes in augusteischer Zeit, einen Umbau oder eine Neugestaltung der Anlage in severischer Zeit sowie die Zerstörung der Anlage vor dem Ende des 4. Jahrhunderts n. Chr.
Mit seiner Errichtung in augusteischer Zeit bildet das Prytaneion einen integralen Bestandteil augusteischer Baupolitik im Regierungsviertel von Ephesos. Das ca. 1.000 m² große Gebäude besteht aus einem etwa 26 × 22 m großen Peristyl im Süden, dessen Säulen dorischer Ordnung teilweise wieder aufgestellt wurden. Der überbreite nördliche Umgang des Peristyls bildet zugleich die Vorhalle zum im Norden gelegenen Hauptraum. Der architektonisch durch herzförmige Innenecksäulen hervorgehobene, etwa 15 × 14 m große Hauptraum mit einer zentral positionierten Anrichte diente den ehrenvollen Ausspeisungen auf Staatskosten. Der nördlich davon gelegene Querraum beherbergte das heilige Feuer der Hestia und somit den Staatsherd. Der Durchgang zu diesem Raum im Norden wurde in der Spätantike zugemauert, der Querraum abgeteilt und zu einem Wasserreservoir umfunktioniert. In den beiden in der Spätantike stark veränderten Räumen westlich des Hauptraumes waren das Priesterkollegium und das städtische Archiv untergebracht.
In spätseverischer Zeit wurden im Prytaneion erhebliche Renovierungen vorgenommen. Die Zerstörung und Aufgabe der Anlage erfolgte im darauffolgenden Jahrhundert: Da mehrere Architekturglieder des Prytaneions in die ephesischen Scholastikia-Thermen und die Kuretenstraße, die nach den langen Listen von Kultpersonal auf den Säulen benannt ist, verbaut wurden, muss die Zerstörung des Gebäudes vor dem Ende des 4. Jahrhunderts n. Chr. erfolgt sein. Neben den kulturhistorisch relevanten Funden von Inschriften kommt vor allem den drei römischen Kopien der Kultstatue der Artemis Ephesia, die im Areal des Prytaneions gefunden wurden, übergeordnete Bedeutung zu. In der Spätantike wurde das Areal des Prytaneions für handwerkliche Betriebe und als einfaches Wohnquartier weitergenutzt.